# Gebekendorpe
Gebekendorpe ist eine spätmittelalterliche Wüstung im Umkreis der Hansestadt Wismar im nordwestlichen Mecklenburg-Vorpommern in Deutschland.
Der Ort wird im Jahr 1349 als Jebendorpe erstmals erwähnt und wird im Jahr 1381 letztmals als Gebbekendorpe genannt. Es ist anzunehmen, dass diese Siedlung im 15. Jahrhundert zur Wüstung wurde, wobei die Gründe für die Aufgabe des Ortes unbekannt sind.